# أبو بكر (سلطان جوهر)
السلطان أبو بكر بن تمنغكونغ داينغ إبراهيم (3 فبراير 1833 - 4 يونيو 1895) هو سلطان جوهر الحادي والعشرون، وأول سلاطين جوهر الحديثة، وأول تمنغكونغ جوهر يصبح سلطانًَا. يُعرف بـ «أبو جوهر الحديثة»، حيث جعل نظام الإدارة والجيش والنظام المدني والعمراني على النموذج الغربي.
أصبح أول حاكم ماليزي يسافر إلى أوروبا خلال زيارته الأولى لإنجلترا في عام 1866، وأصبح أبو بكر صديقًا للملكة فيكتوريا في سنواته الأخيرة. لعبت صداقة أبو بكر مع الملكة فيكتوريا دورًا مهمًا في تشكيل علاقات جوهر مع بريطانيا، وكانت الولاية الوحيدة بحلول نهاية القرن التاسع عشر في شبه جزيرة ملايو المحافظة على الاستقلال الذاتي في شؤونها الداخلية، حيث سيطرت الحكومة الاستعمارية البريطانية بشكل أكبر على الولايات الماليزية عن طريق وضع مقيم بريطاني في الولايات.
أصبح أبو بكر الحاكم السيادي لجوهر عندما توفي والده تيمينجونج داينج إبراهيم في عام 1862. وبعد ست سنوات غير أبو بكر لقبه القانوني من «تمنغكونغ» إلى «مهراجا». وفي عام 1885 سعى أبو بكر للحصول على اعتراف قانوني من بريطانيا بتغيير لقبه القانوني من «مهراجا» إلى «سلطان». واستمر عهده لمدة 32 عامًا حتى وفاته عام 1895.